# Eric Jansen
Eric Jansen (* 5. Mai 2000) ist ein deutscher ehemaliger Fußballspieler.

## Karriere

### Verein
Jansen begann seine fußballerische Laufbahn beim SV Perouse. Im Januar 2015 wechselte er in die Jugend des Karlsruher SC und durchlief dort die Jugendmannschaften über die U-17-Mannschaft bis zur U-19. Am 15. September 2018, dem 7. Spieltag der Saison 2018/19, stand er beim Auswärtsspiel gegen den VfL Osnabrück erstmals im Kader der Profimannschaft. Beim 1:0-Sieg wurde er in den Schlusssekunden der Partie für Marc Lorenz eingewechselt und kam damit zu seinem ersten Profieinsatz. Mit diesem Einsatz war er Teil der Karlsruher Mannschaft, die am Saisonende in die Zweite Bundesliga aufstieg. Im Sommer 2019 wechselte Jansen weiter zum FC-Astoria Walldorf und war dort für dessen Regionalliga- sowie Reservemannschaft aktiv. Seit dem Sommer 2022 war der Abwehrspieler vereinslos und beendete seine Karriere im Profibereich.

### Nationalmannschaft
Von 2016 bis 2019 absolvierte Jansen insgesamt sieben Testspielpartien für verschiedene Jugendnationalmannschaften des Deutschen Fußball-Bundes.